# The Kid Is All Right
The Kid is All Right, titulado La niña está bien en Hispanoamérica y La niña es de derechas en España. Es el sexto episodio de la vigesimoquinta temporada de la serie animada Los Simpson, y el número 536 de la misma. Fue escrito por Tim Long y dirigido por Mark Kirkland, y se emitió en Estados Unidos el 24 de noviembre de 2013 por FOX. Para el capítulo, fueron invitadas estrellas como Anderson Cooper (haciendo un cameo, como él mismo) y Eva Longoria (como Isabel Gutiérrez, la coprotagonista del episodio).
El episodio recibió críticas mixtas de la crítica pero negativas de los fanáticos y público general, las principales críticas negativas del episodio fueron la historia reciclada de Lisa's Rival y la actuación vocal de Eva Longoria, al mismo tiempo los seguidores como conocedores de los partidos Republicano y Demócrata no les gustó la presentación que se les dio en este episodio, aunque el gag del sofá recibió algunos elogios.

## Sinopsis
Mientras Lisa está caminando a través del patio de la escuela, va cantando One, de Three Dog Night. Luego de que se pusiera a llover, una vez dentro de los pasillos, Lisa siente que al menos alguien le está prestando atención, aunque este, es Bart. Luego de perder a su hermano, Lisa se encuentra a nueva estudiante en la biblioteca, y después de descifrar un anagrama, logra dar con su nombre, Isabel, una joven de nacionalidad argentina. Esa misma noche, Isabel llama a casa de los Simpsons, dónde atiende Homer. Lisa, se emociona por la nueva amistad, y Homer, pregunta a Bart por qué nunca cambia de amigo, a pesar de que Milhouse está con ellos en la cocina.
Lisa e Isabel arreglan para hacer una presentación acerca de Franklin Roosevelt juntas. Sin embargo, dicha tarea no salió como se había planeado ya que Lisa descubrió que su nueva amiga es Republicana (no de la ideología de Bush «padre». Lisa, que no podía creerlo, habla con Marge, la cual le cuenta a su hija que de joven solía apoyar a la corriente republicana de los Estados Unidos. Una vez de nuevo en la biblioteca escolar, ambas se reconcilian, aunque Isabel había tenido también un consejo de su madre, sobre Lisa y su ideología política liberal. La Junta Republicana de Springfield, alertada de esto, pretende infiltrarse en las elecciones escolares que se aproximan. Para el Sr. Burns, Isabel es el futuro, manifestando "que es la candidata latina que el pueblo quiere".
A pesar de lo que Burns dijo, Isabel rechaza la propuesta. En un debate escolar, Lisa afirma que sin importar lo que dicen o cómo quieren que actúe, ella está orgullosa de ser liberal. Cuando el debate termina, ambas van caminando y pretenden dejar fuera toda diferencia política y ser felices, gane quién gane. Isabel gana las elecciones con un 53%, pero luego de una reflexión, Lisa descubre que un 53% de los alumnos que participaron en las elecciones preferían a un candidato con políticas progresistas, pero que no deseaban votar a Lisa. El capítulo finaliza con Lisa bastante contenta porque sus ideales no eran los incorrectos, sino que era ella quien no gustaba a la gente.

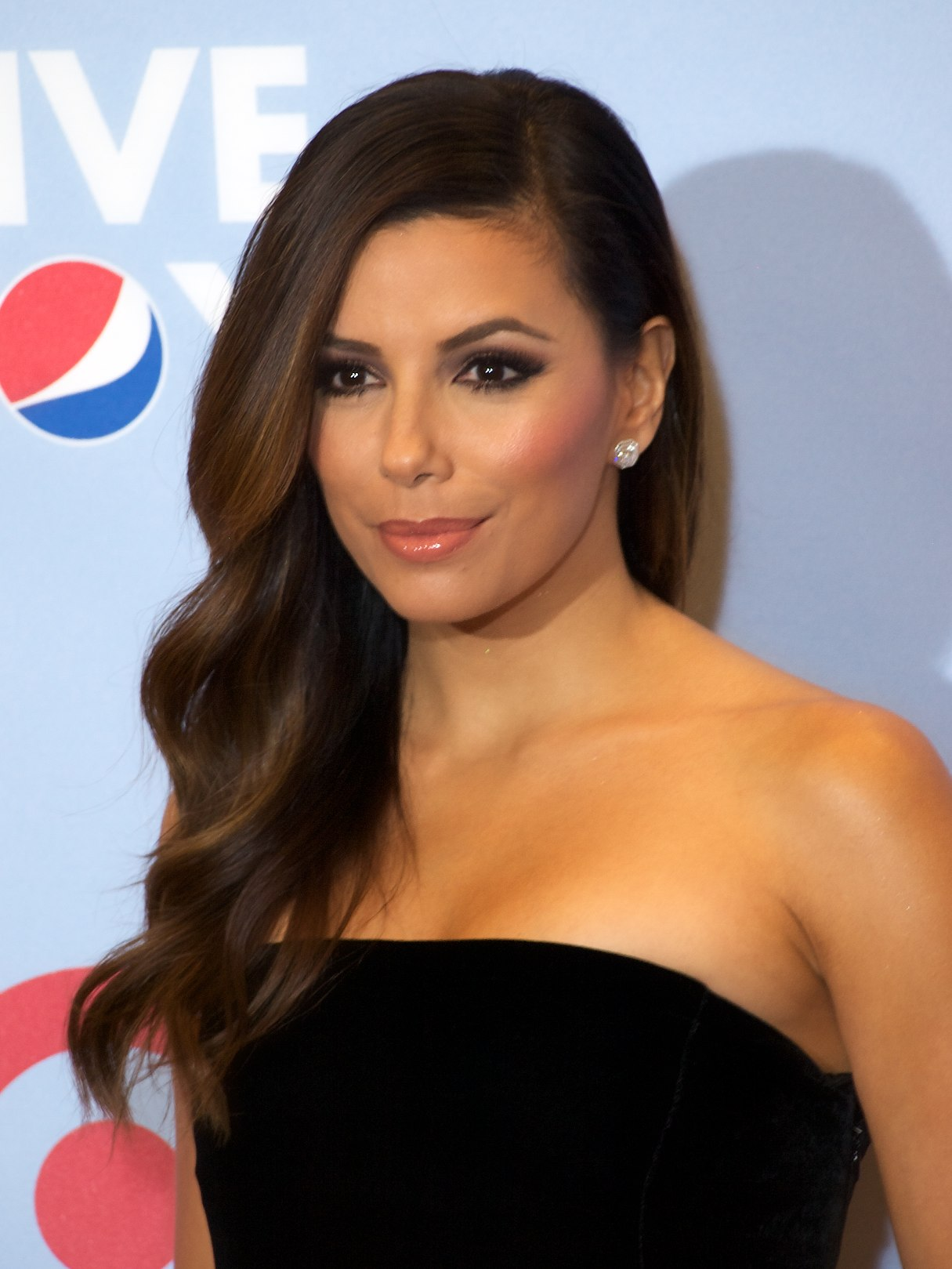
Eva Longoria, presta su voz a Isabel Gutiérrez, la nueva amiga de Lisa